# Canton de Mainvilliers
Le canton de Mainvilliers (issu de la division en 1982 de l'ancien canton de Chartres-Nord-Ouest créé en 1973) est une ancienne division administrative française située dans le département d'Eure-et-Loir et la région Centre-Val de Loire.

## Géographie
Ce canton était organisé autour de Mainvilliers dans l'arrondissement de Chartres. Son altitude variait de 120 m (Lèves) à 242 m (Saint-Aubin-des-Bois) pour une altitude moyenne de 148 m. Il y a environ 10 000 habitants à Mainvilliers, qui se situe à environ 2 km du centre-ville de Chartres.

## Histoire
Village de l'immédiate périphérie chartraine, Mainvilliers a connu un fort développement au XXe siècle et est devenue une commune essentiellement résidentielle de l'agglomération. La ville de Lucé constituait à l'origine un hameau intégré à la commune de Mainvilliers dont elle a été détachée au XIXe siècle.
Lèves poursuit une évolution comparable à Mainvilliers, même si la structure sociale de sa population est nettement différente, la ville comptant peu de logements sociaux (13 % en 2008 contre 37 % à Mainvilliers, soit le taux le plus bas de l'agglomération, hormis Champhol, qui n'est pas soumise à l'obligation des 20 % en raison de sa faible population).
Les autres communes du canton sont typiques des zones périurbaines et ont conservé un caractère essentiellement rural.
En 1982 lors du redécoupage des cantons de Chartres, le canton de Mainvilliers est créé sur une partie du canton de Chartres-Nord-Ouest, qui était un des quatre cantons dont Chartres était le chef-lieu.
Toutefois le secteur de Chartres inclus était de taille et de population modeste en comparaison des communes de Mainvilliers et Lucé, dont les populations ont connu une croissance rapide. C'est par le décret du 15 janvier 1982 que le découpage actuel de Chartres en quatre cantons a été une nouvelle fois modifié, l'ancien canton de Chartres-Nord-Ouest étant divisé en deux, pour créer ceux de Mainvilliers et de Lucé (qui a été détaché en séparant les communes de Lucé, Amilly et Cintray, sans modifier le fractionnement de la commune de Chartres).

## Économie
Plusieurs zones d'activités économiques et commerciales se sont développées à proximité de la rocade contournant l'agglomération à l'ouest. La zone du Vallier à Mainvilliers et celle de Lèves devraient bénéficier de la proximité du futur pôle commercial d'Amilly (prévu par le SCOT dans le canton de Lucé).

## Représentation
| Période | Période | Identité            | Étiquette | Qualité                                                |
| ------- | ------- | ------------------- | --------- | ------------------------------------------------------ |
| 1982    | 1992    | Jean Charpentier    | PS        | Maire de Mainvilliers (1979-2001)                      |
| 1992    | 2004    | Jean-Jacques Châtel | PS        | Professeur Maire de Mainvilliers (2001-2020)           |
| 2004    | 2015    | Nicolas André       | PS        | Professeur de mathématiques Maire de Lèves (2007-2014) |

## Composition
Le canton de Mainvilliers regroupait cinq communes et comptait 19 665 habitants (recensement de 2008 sans doubles comptes).
| Communes                                     | Population (2012) | Code postal | Code Insee |
| -------------------------------------------- | ----------------- | ----------- | ---------- |
| Bailleau-l'Évêque                            | 1153              | 28300       | 28022      |
| Chartres (fraction nord-ouest de la commune) | 2 453             | 28000       | 28085      |
| Lèves                                        | 4 826             | 28300       | 28209      |
| Mainvilliers                                 | 10 289            | 28300       | 28229      |
| Saint-Aubin-des-Bois                         | 944               | 28300       | 28325      |

## Démographie
| 1962 | 1968 | 1975 | 1982 | 1990   | 1999   | 2006   | 2011   | 2012   |
| ---- | ---- | ---- | ---- | ------ | ------ | ------ | ------ | ------ |
| -    | -    | -    | -    | 18 134 | 18 691 | 19 313 | 20 290 | 20 302 |